# Черноголовка (растение)
Черноголо́вка (лат. Prunélla) — род травянистых растений семейства Яснотковые (Lamiaceae), включает более 10 видов.

## Ботаническое описание
Растения с прямостоячим стеблем, высотой до 60 см.
Листья перистолопастные, перистонадрезанные или перистораздельные.
Пурпурные или белые цветки собраны в колосовидные соцветия из ложных мутовок.

## Распространение и экология
Большинство видов обитает в Европе, Азии, Северной Африке и Северной Америке.
Черноголовки в основном произрастают на пустошах, быстро покрывая землю.

### Размножение растения
Черноголовку в культуре размножают семенами, или — весной или осенью — делением куста.

## Исторические и этнографические сведения
Предполагается, что латинское название prunella восходит к древнеголландскому слову bruynelle, указывающему на бурый цвет кроющих листьев и чашечки. Есть также предположение о происхождении от немецкого слова Brakne (ангина), так как растение использовалось в народной медицине.
Препараты из черноголовки имеют антисептическое и антибактериальное действие, используются при пищевых отравлениях. Племена индейцев, жившие на северо-западном побережье Северной Америки, использовали её сок для лечения нарывов, порезов и воспалений. Черноголовка используется также в китайской медицине.

## Применение

### Медицинское применение и фармакологические свойства
Вид Черноголовка обыкновенная является антиоксидантом, стимулирует иммунитет, затормаживает вирусные заболевания и воспаления.

### Применение в цветоводстве
Некоторые виды черноголовки используются для оформления клумб, миксбордеров, альпинариев.

### Пищевое применение
Горьковатые листья черноголовки используются в салатах.

### Консортивные связи
Растения рода Черноголовка используются в пищу личинками некоторых видов бабочек, включая Coleophora albitarsella.

## Классификация

### Таксономия
Prunella L., 1753, Sp. Pl. : 600
Род Черноголовка относится к семейству Яснотковые (Lamiaceae) порядка Ясноткоцветные (Lamiales). Таксономическая схема в соответствии с Системой APG IV по состоянию на декабрь 2023 года:
|  |                                      |  |                                   |                                   |                      |  | ещё 23 семейства |               |                  |                                                                |
|  |                                      |  |                                   |                                   |                      |  |                  |               |                  | 13 подтвержденных видов и 17 таксонов, ожидающих подтверждения |
|  |                                      |  |                                   | порядок Ясноткоцветные            |                      |  |                  |               | род Черноголовка |                                                                |
|  |                                      |  |                                   | порядок Ясноткоцветные            |                      |  |                  |               | род Черноголовка |                                                                |
|  | отдел Цветковые, или Покрытосеменные |  |                                   |                                   | семейство Яснотковые |  |                  |               |                  |                                                                |
|  | отдел Цветковые, или Покрытосеменные |  |                                   |                                   |                      |  |                  |               |                  |                                                                |
|  |                                      |  | ещё 63 порядка цветковых растений | ещё 63 порядка цветковых растений |                      |  |                  | ещё 268 родов | ещё 268 родов    |                                                                |
|  |                                      |  |                                   | ещё 63 порядка цветковых растений |                      |  |                  |               | ещё 268 родов    |                                                                |

### Виды
В России произрастают 3 вида, в средней полосе России (среднерусском регионе) — 2 (черноголовка крупноцветковая и черноголовка обыкновенная).
- Prunella albanica Pénzes
- Prunella × bicolor Beck (P. grandiflora × P. laciniata)
- Prunella × codinae Sennen (P. hyssopifolia × P. laciniata)
- Prunella cretensis Gand.
- Prunella × gentianifolia Pau (P. hyssopifolia × P. vulgaris)
- Prunella grandiflora (L.) Scholler — Черноголовка крупноцветковая
- Prunella hyssopifolia L.
- Prunella × intermedia Link (P. laciniata × P. vulgaris)
- Prunella laciniata (L.) L.
- Prunella orientalis Bornm.
- Prunella prunelliformis (Maxim.) Makino
- Prunella × surrecta Dumort. (P. grandiflora × P. vulgaris)
- Prunella vulgaris L. — Черноголовка обыкновенная